# Panzhihua

Lage Panzhihuas in Sichuan

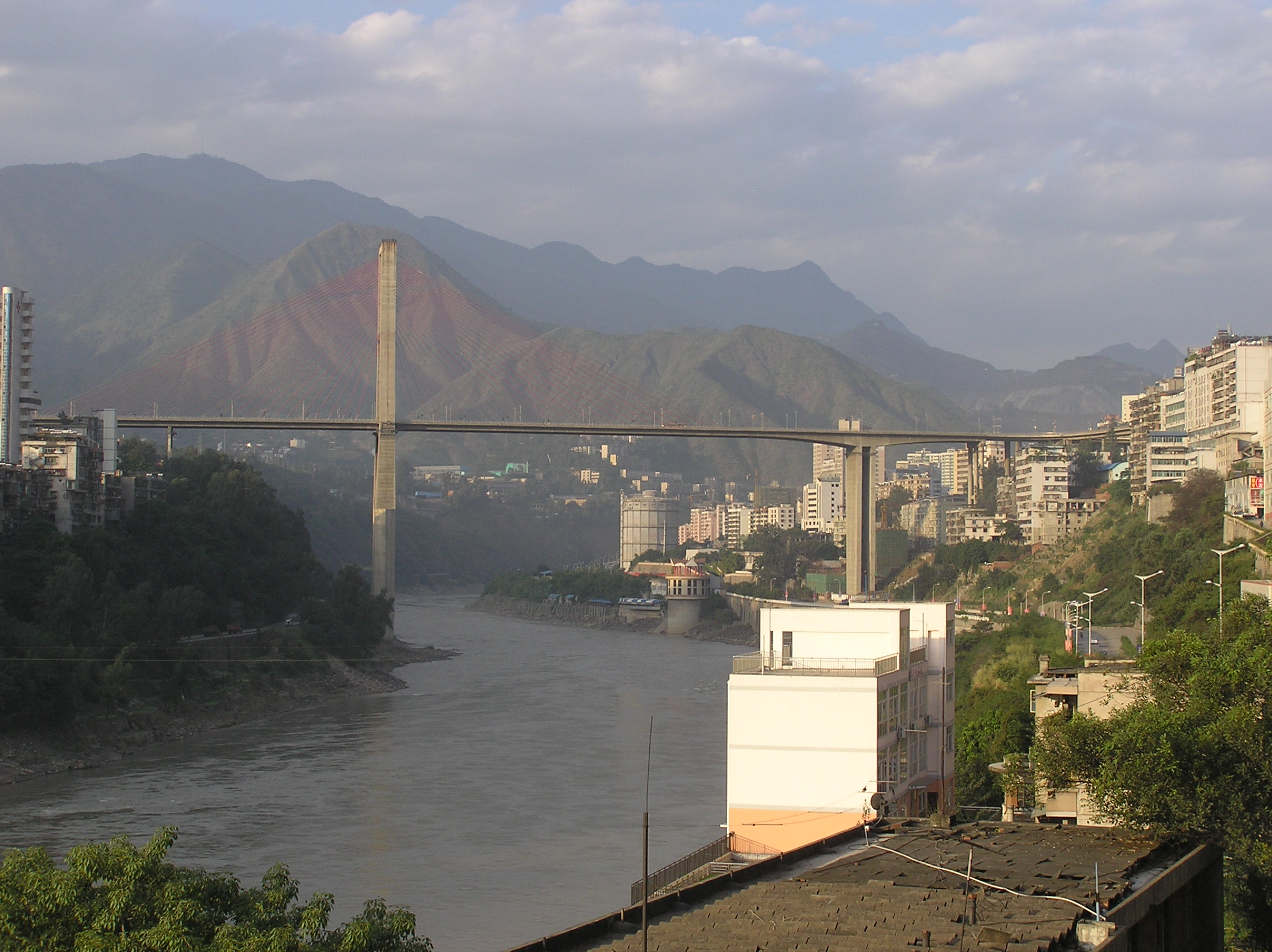
Die neue Brücke über den Jinsha Jiang.

Panzhihua (chinesisch 攀枝花市, Pinyin Pānzhīhuā shì) ist eine bezirksfreie Stadt im äußersten Südwesten der südwestchinesischen Provinz Sichuan. Panzhihua grenzt im Norden und Osten an den Autonomen Bezirk Liangshan des Yi-Volkes in Sichuan, im Westen und Süden an die Stadt Lijiang und den Autonomen Bezirk Chuxiong der Yi, beide in Yunnan.

## Basisdaten
- Geografische Lage: 26°05′ bis 27°21′ n. Br. und 101°08′ bis 102°15′ ö.L.;
- Fläche: 7.423 km²;
- Einwohner: 1.212.203 (Stand: Zensus 2020).[1] In dem eigentlichen städtischen Siedlungsgebiet leben 686.063 Menschen (Stand: Zensus 2020).[2]

## Administrative Gliederung
Auf Kreisebene setzt sich Panzhihua aus drei Stadtbezirken und zwei Kreisen zusammen. Diese sind (Stand: Zensus 2020):
- Stadtbezirk Dong (东区 – „Osten“), 167 km², 411.427 Einwohner, Zentrum, Sitz der Stadtregierung;
- Stadtbezirk Xi (西区 – „Westen“), 139 km², 129.406 Einwohner;
- Stadtbezirk Renhe (仁和区), 1.603 km², 265.562 Einwohner;
- Kreis Miyi (米易县), 2.016 km², 227.011 Einwohner, Hauptort: Großgemeinde Panlian (攀莲镇);
- Kreis Yanbian (盐边县), 3.269 km², 178.797 Einwohner, Hauptort: Großgemeinde Tongzilin (桐子林镇).

## Geschichte
Im Jahre 1965 wurde das Sondergebiet Panzhihua (攀枝花特区,  Pānzhīhuā tèqū) in die Stadt Dukou (渡口市) umgewandelt, die direkt der Provinzregierung unterstand. Im Jahre 1978 wurden die Kreise Miyi und Yanbian, die bis dahin zum Regierungsbezirk Xichang gehört hatten, Dukou unterstellt. Im Jahre 1987 wurde die Stadt Dukou in Panzhihua umbenannt. In den Jahren 1965, 1974 und 1978 wurden mehrfach einzelne Gemeinden aus Lijiang und Chuxiong in Yunnan herausgelöst und dem heutigen Panzhihua unterstellt. Die Teile Panzhihuas, die früher zu Yunnan gehörten, befinden sich heute im Stadtbezirk Renhe. Als die Republik China am 1. Januar 1939 die Provinz Xikang gründete, wurden die heutigen Kreise Miyi und Yanbian Teil dieser Provinz. Im Oktober 1955 wurde Xikang von der Regierung der Volksrepublik wieder aufgelöst und in Sichuan integriert.